# پارک ملی کرخه
پارک ملی کرخه یا جنگل‌های کرخه در ۵ کیلومتری غرب جاده شوش به اهواز در راستای جنوبی رودخانه کرخه، در هر دو سوی این رودخانه گسترده است. این پارک روی هم رفته سه بخش دارد، پارک ملی کرخه جنوبی و پارک ملی کرخه شمالی به گستره ۷۴۷۶ هکتار و سرزمین حفاظت شده کرخه به گستره ۸۳۵۲ هکتار. بخش حفاظت شده کرخه از سال ۱۳۴۹ خورشیدی رسمیت یافت و قسمت‌های مهم آن در سال ۱۳۸۹ به عنوان پارک ملی تحت مدیریت سازمان حفاظت محیط قرار گرفت
در پارک ملی کرخه جنگل قلعه نصیر، سرچشمه رودخانه شاوور، تپه ماهورها در شمال و دشت در جنوب جای دارند و این پارک از مناطق حفاظت شده برای تولید مثل گوزن زرد ایرانی است.

## معرفی منطقه
این منطقه پس از یافتن آخرین بازمانده‌های گوزن زرد ایرانی در دهه ۱۳۳۰ به عنوان پارک وحش انتخاب شد و سپس در سال ۱۳۴۹ به عنوان پناهگاه حیات وحش و منطقه حفاظت شده و در سال ۱۳۸۹ به عنوان پارک ملی تحت مدیریت سازمان حفاظت محیط ارتقا یافت.
جنگل‌های جلگه خوزستان که روزگاری تمامی دشت خوزستان را در بر می‌گرفت اکنون محدود به حاشیه رودهای کرخه و دز شده. جنگل‌ها و بیشه زارهای کرخه به صورت نوارهای باریک در دو سمت رود کرخه قرار دارد و تنها زیستگاه باقی مانده گوزن زرد ایرانی است. این منطقه به عنوان یک میراث طبیعی ملی با تنوع بسیار بالای گونه‌های جانوری و گیاهی برخوردار است.
بخش شمالی آن مشتمل بر جنگل‌های پده و گز طرفین رود کرخه از روستای شیخ عزیز (شهر فتح المبین کنونی) در ضلع غربی رود کرخه و شمال قلعه نصیر در ضلع شرقی رود کرخه آغاز و در امتداد جنوبی رود کرخه به سمت روستای زعن منتهی می‌شود. بخش جنوبی و پهناورتر پارک ملی از قدمگاه شچاخ در حوالی روستای احمدمولا در ضلع شرقی رود و روستای ترویج در ضلع غربی رود کرخه شروع شده و ضمن دربرگرفتن جنگل‌های دو طرف رودخانه تا روستای سن بهادل در ضلع شرقی و روستای عجم در ضلع غربی رود ادامه می‌یابد.

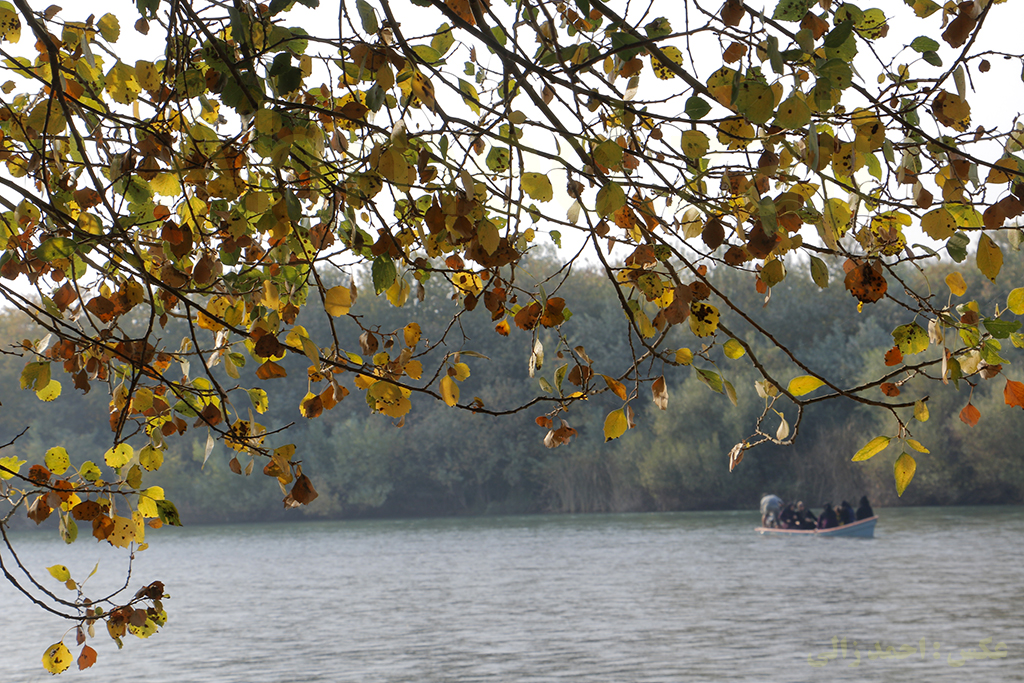
خزان در پارک ملی کرخه در اطراف رود کرخه

## وسعت منطقه
منطقه به مساحت کلی ۷۷۳۹ هکتار شامل بخش‌های شمالی و جنوبی پارک ملی کرخه به ترتیب با وسعت ۱۶۲۳ و ۶۱۱۶ هکتار است. علاوه بر این بخشی دیگر از این جنگل‌ها حاشیه کرخه تحت عنوان منطقه حفاظت شده و در امتداد پارک ملی قرار دارند.

## تنوع جانوری منطقه
جنگل‌های انبوه و متراکم پارک ملی کرخه مامنی برای گوزن زرد ایرانی است و همچنین تا دهه ۳۰ شمسی دسته‌های ۳ تا ۵ تایی شیر ایرانی در این منطقه زندگی می‌کردند. پرندگان منطقه شامل اردک مرمری، لیکو تالابی، قرقی، انواع پرندگان شکاری، دراج، بلبل خرما، اگرت بزرگ و کوچک، حواصیل شب، حواصیل زرد، میوه خور، انواع گنجشک است.

از پستانداران منطقه می‌توان به کفتار، شغال، گرگ، روباه، گورکن، رودک عسلخوار، گربه جنگلی، خرگوش، انواع جوندگان به ویژه حشره خور شوش و … را نام برد. از گونه‌های خزنده می‌توان به لاکپشت برکه ای، لاک‌پشت فراتی، مار آبی، گرزه مار، مار جعفری و … اشاره نمود.

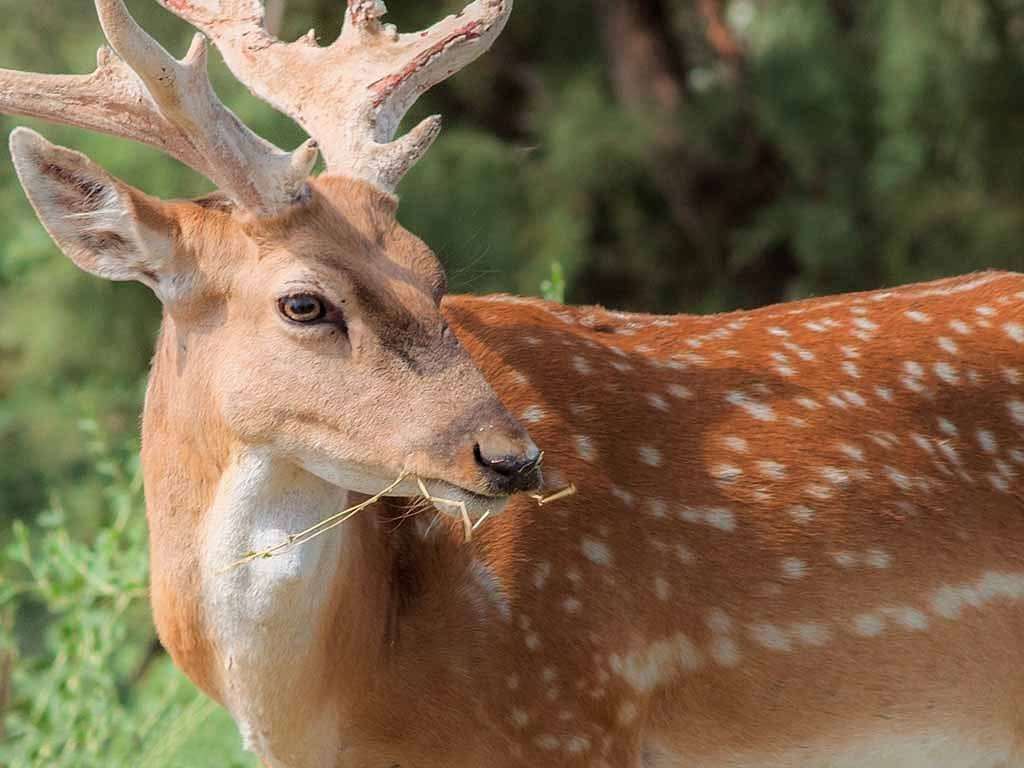
گوزن زرد ایرانی در پارک ملی کرخه
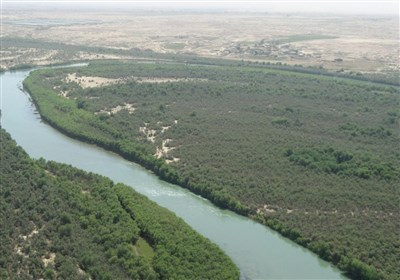
عبور رود کرخه از میان پارک
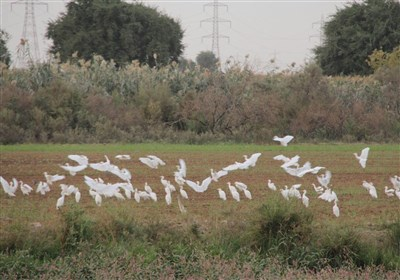
پرندگان مهاجر در پارک

## پوشش گیاهی
پوشش گیاهی منطقه کرخه تحت تأثیر شرایط اقلیمی و خصوصیات طبیعی منطقه شامل گیاهان گرمسیری هستند که منشأ جنگل‌های منطقه بشمار می‌روند. محدوده بالایی را درختانی از نوع پده و محدوده دوم را درخت گز تشکیل می‌دهد، ناحیه سوم شامل درختچه‌های سریم (دیو خار)، جاز (بنگله)، تمشک، استبرق (عشار)، لگچی و کهورک می‌باشد. زیر محدوده یا گیاهان کف بیشه زار بیشتر از خانواده یونجه و گیاهان مانند خارشتر، مرغ، ریش بز و منداب و گیاهان علفی تشکیل شده است. شایان ذکر است گونه غالب درختی در شمال منطقه درخت پده و از طرف جنوب تا حوالی پل عبدالخان درخت گز است. منطقه مورد مطالعه از یک قسمت تپه ماهوری در شمال و یک بخش دشتی در جنوب تشکیل شده است رودخانه کرخه از میان آن عبور کرده و با پیچ و خم‌های زیاد به طرف جنوب و غرب استان راه می‌پیماید. در دو طرف منطقه جنگل‌های گرمسیری رشد یافته و رودخانه را محاصره نموده‌اند؛ بنابراین در درون منطقه کوه و ارتفاعا یا دره‌ای دیده نمی‌شود. علاوه بر این به‌علت عرض کم منطقه، دشت مشخص و قابل توجهی در آن موجود نمی‌باشد. دشت‌های حول و حوش موجود بیشتر در غرب منطقه و خارج از آن قرار دارند.

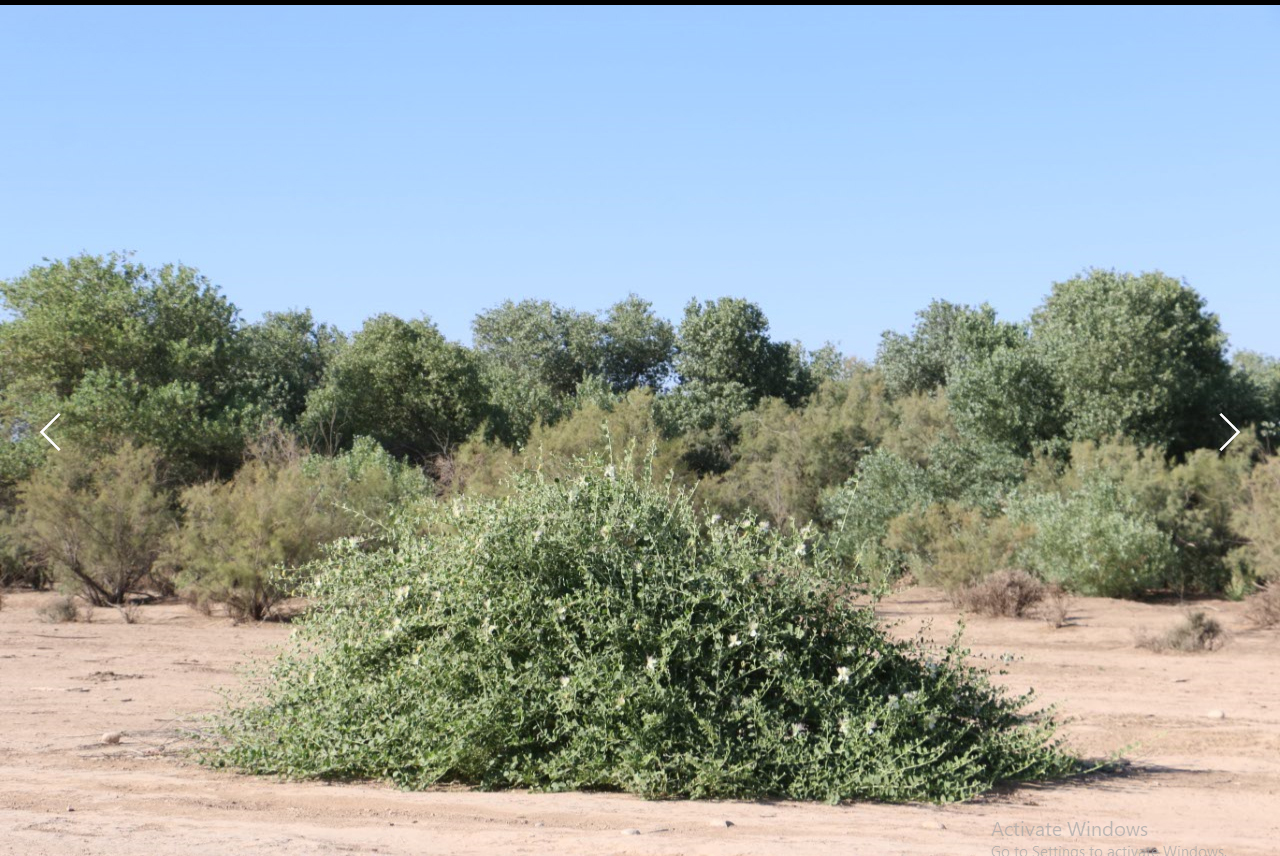
لگجی یا هندوانه وحشی یا شِفِلّح در پارک ملی کرخه

لگجی یا هندوانه وحشی یا شِفِلّح (به عربی) یا باکو نام این گیاه است که از سطح پوششی خوبی در پارک ملی کرخه برخوردار است. پرندگان منطقه ضمن خوردن میوه گیاه با دفن دانه‌های میوه از طریق مدفوع باعث گسترش این گیاهان به دیگر نقاط جنگل می‌شوند. همچنین زنبورها از شهد گل‌های سفید این گیاهان برای ساخت عسل استفاده می‌کنند. 

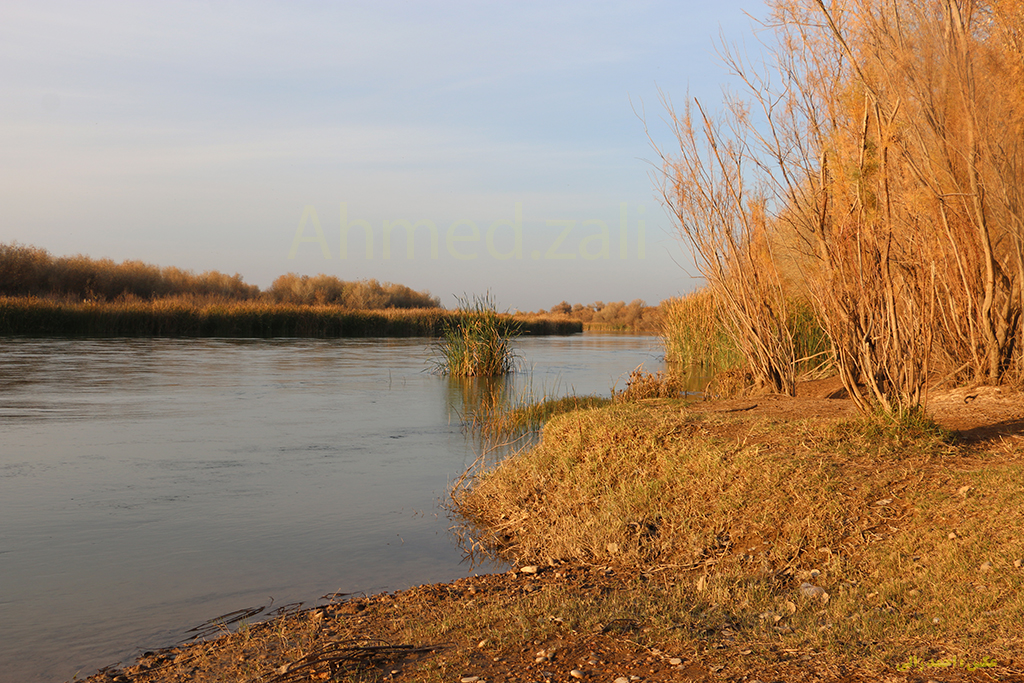
پارک ملی کرخه

## آتش‌سوزی‌ها
یک مورد آتش‌سوزی در تاریخ ۱۰ خرداد ۹۶ در بخش شمالی پارک رخ داد که بنا بر اظهارات محمد الوندی رئیس وقت پارک ملی کرخه حدود ۱۰۰ هکتار شامل هزار درخت پده و گز در آتش سوخت. علت این حادثه سرایت از مزارع کشاورزی مجاور گزارش شد.[خبرگزاری تسنیم]
- یک مورد آتش‌سوزی در ۲۷ خرداد سال ۱۳۹۷ رخ داد که به گفته رئیس وقت پارک ملی کرخه حدود ۱۰ هکتار از پوشش گیاهی و درختی بیشه زار سوخت. احتمال می‌رود علت سرایت آتش از محل دفن زباله شهر الوان باشد.